# Amatheia
Amatheia (altgriechisch Ἀμάθεια) ist in der griechischen Mythologie eine Tochter des Nereus und der Okeanide Doris und somit eine der Nereiden.
Homer erwähnt sie in der Ilias im Rahmen seiner Aufzählung der Nereiden, während sie Hesiod nicht nennt. Stattdessen kennt er eine Nereide namens Psamathe. Im Nereidenkatalog bei Hyginus Mythographus wird sie genannt.